# Anii 690
Secole: Secolul al VI-lea - Secolul al VII-lea - Secolul al VIII-lea
Decenii: Anii 640 Anii 650 Anii 660 Anii 670 Anii 680 - Anii 690 - Anii 700 Anii 710 Anii 720 Anii 730 Anii 740
Ani: 690 | 691 | 692 | 693 | 694 | 695 | 696 | 697 | 698 | 699